# Rytebłota
Rytebłota  (też: Rytebłoto) – osada w Polsce położona w województwie kujawsko-pomorskim, w powiecie brodnickim, w gminie Zbiczno, nad północnowschodnim brzegiem jeziora Zbiczno.
W latach 1975–1998 miejscowość administracyjnie należała do województwa toruńskiego.